# 有马新一
有马新一（日语：／ Arima Shinichi ?, 1851年2月26日—1909年12月6日）。大日本帝国海军军人，年少时参与戊辰戰爭，新政府成立后加入海军，服役期间参加了甲午战争和日俄战争。最终军阶为海軍中將。受封正三位、勋一等、功二级、男爵。

## 简历
有马新一为藩士簗瀬新八的次子，过继给了有马纯晴作为养嗣子。少年时的有马参加了戊辰戰爭，1869年（明治2年）获赐賞典禄6石。
1874年（明治7年）11月，海軍兵學寮2期毕业，受少尉补任官。
1884年（明治17年）12月，任机帆船筑波炮术长。此后历任天龙副舰长、炮舰摄津副舰长、铁甲舰扶桑副舰长。
1887年7月11日-10月27日，以海军少佐衔代任天城舰长。同年10月27日至1889年5月15日，转为以海军少佐衔代任武藏舰长。1889年5月15日-5月13日，以海军少佐衔代任天龙舰长并兼任水兵教官。后历任海军参谋部第2课长、佐世保镇守府海兵团长（即水兵新兵训练长官）。
1893年9月12日，任金剛舰长。有马在任上迎来甲午战争的爆发。同年12月17日至1895年6月5日，转任防护巡洋舰嚴島舰长。
1895年7月25日，转任橋立舰长。
1896年7月7日，出任战列舰八島的返航委员长，赴英国负责接收及返航事宜。同年12月11日正式成为八島舰长，此一职务一直持续到1897年12月27日。
1897年（明治30年）12月，晋升为海军少将。12月27日，任竹敷要港部司令。
1901年（明治34年）7月3日，出任艦政本部长。
1902年（明治35年）5月，晋升为海军中将。
1903年（明治36年）10月27日，任教育本部长。
1905年（明治38年）2月6日，任吴镇守府司令长官。
1906年（明治39年）2月2日，调任佐世保鎮守府司令長官。同年11月22日，任第一舰队司令長官。
1907年（明治40年）9月21日，获赐男爵位，跻身華族。
1908年（明治41年）5月26日-8月28日，再次出任教育本部长一职。
1909年（明治42年）3月1日，二度出任佐世保鎮守府司令長官。

## 荣勋
- 1889年（明治22年）11月29日 - 大日本帝国宪法发布纪念章[1]
- 1895年（明治28年）9月27日 - 勳四等旭日小綬章、功四級金鵄勳章[2]
- 1901年（明治34年）12月27日 - 勳二等瑞宝章[3]
- 1906年（明治39年）4月1日 - 勳一等旭日大綬章、功二級金鵄勳章、明治三十七八年从军纪念章[4]
- 1907年（明治40年）9月21日 - 男爵 [5]
- 1909年（明治42年）
  - 4月18日 - 皇太子渡韩纪念章[6]
  - 12月6日 - 正三位[7]

## 関連項目
- 大日本帝國海軍軍人列表
- 日本海军大将列表

| 军职                     | 军职                                                                                            | 军职                     |
| ------------------------ | ----------------------------------------------------------------------------------------------- | ------------------------ |
| 前任： 片冈七郎          | 第一舰队司令長官 第4代：1906年11月22日 - 1908年5月26日                                          | 繼任： 伊集院五郎        |
| 前任： 柴山矢八          | 吴鎮守府司令長官 第7代：1905年2月6日 - 1906年2月2日                                             | 繼任： 山内万寿治        |
| 前任： 鮫島員規 瓜生外吉 | 佐世保鎮守府司令長官 第11代：1906年2月2日 - 1906年11月22日 第13代：1909年3月1日 - 1909年12月1日 | 繼任： 瓜生外吉 出羽重遠 |